# Hell Gate

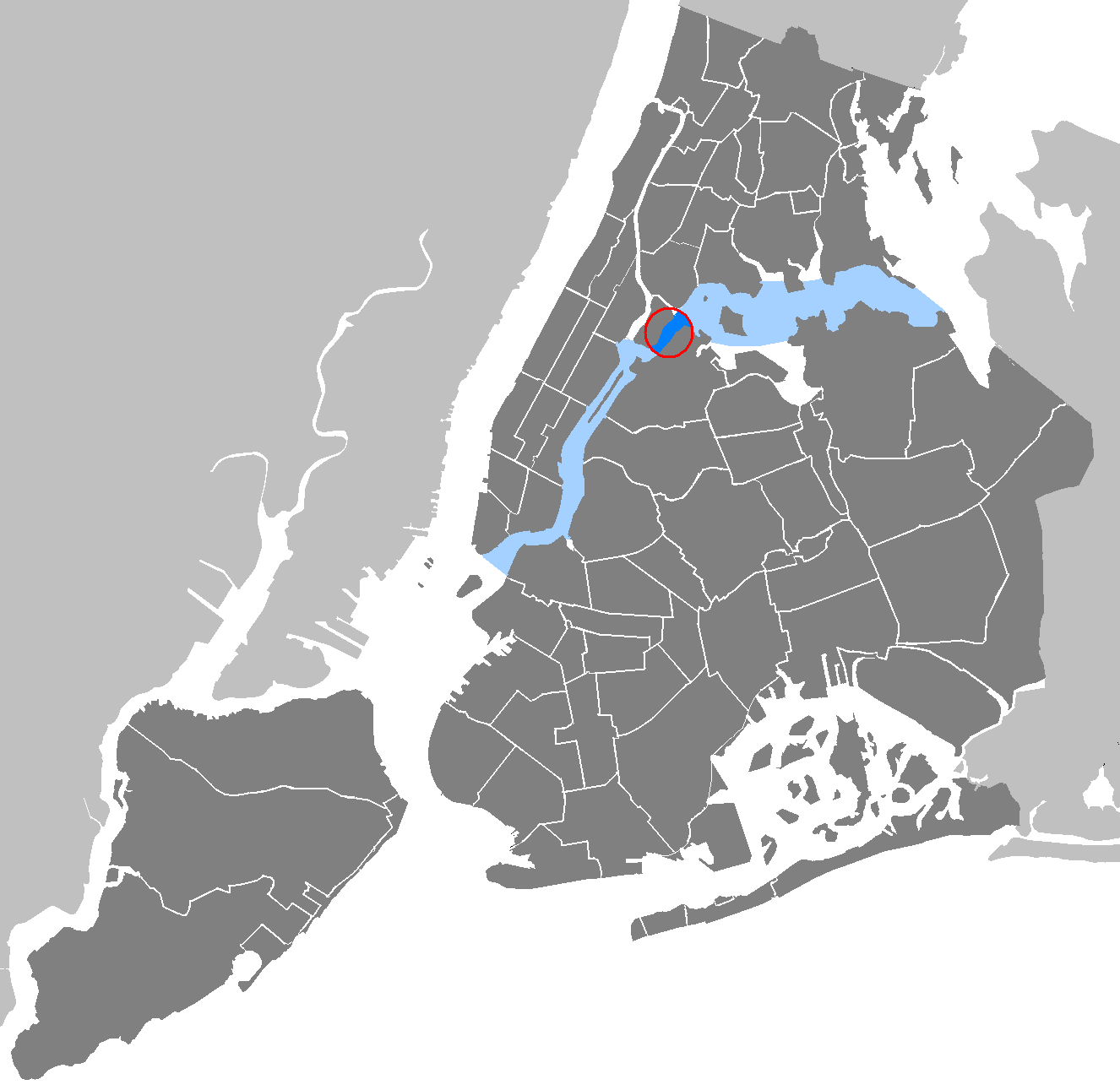
Locatie

Hell Gate is een nauw gedeelte in de East River in New York. Het scheidt Randalls and Wards Islands van Astoria, Queens.